# الجيش السادس (فيرماخت)
الجيش الألماني السادس (بالألمانية: Armeeoberkommando 6) جيش ميداني ألماني شارك في الحرب العالمية الثانية والتي اشتهر الجيش السادس خلالها بخوضه معركة ستالينغراد والتي شهدت تدمير الجيش السادس ليصبح أول الجيوش الألمانية المُدمرة بالكامل خلال الحرب، ومع نهاية معركة ستالينغراد سقط قرابة 107,800 جندي ألماني في الأسر على يد القوات السوفيتية لم يعد منهم سوى 6,000 جندي أحياء إلى بلادهم.

## الحرب العالمية الثانية

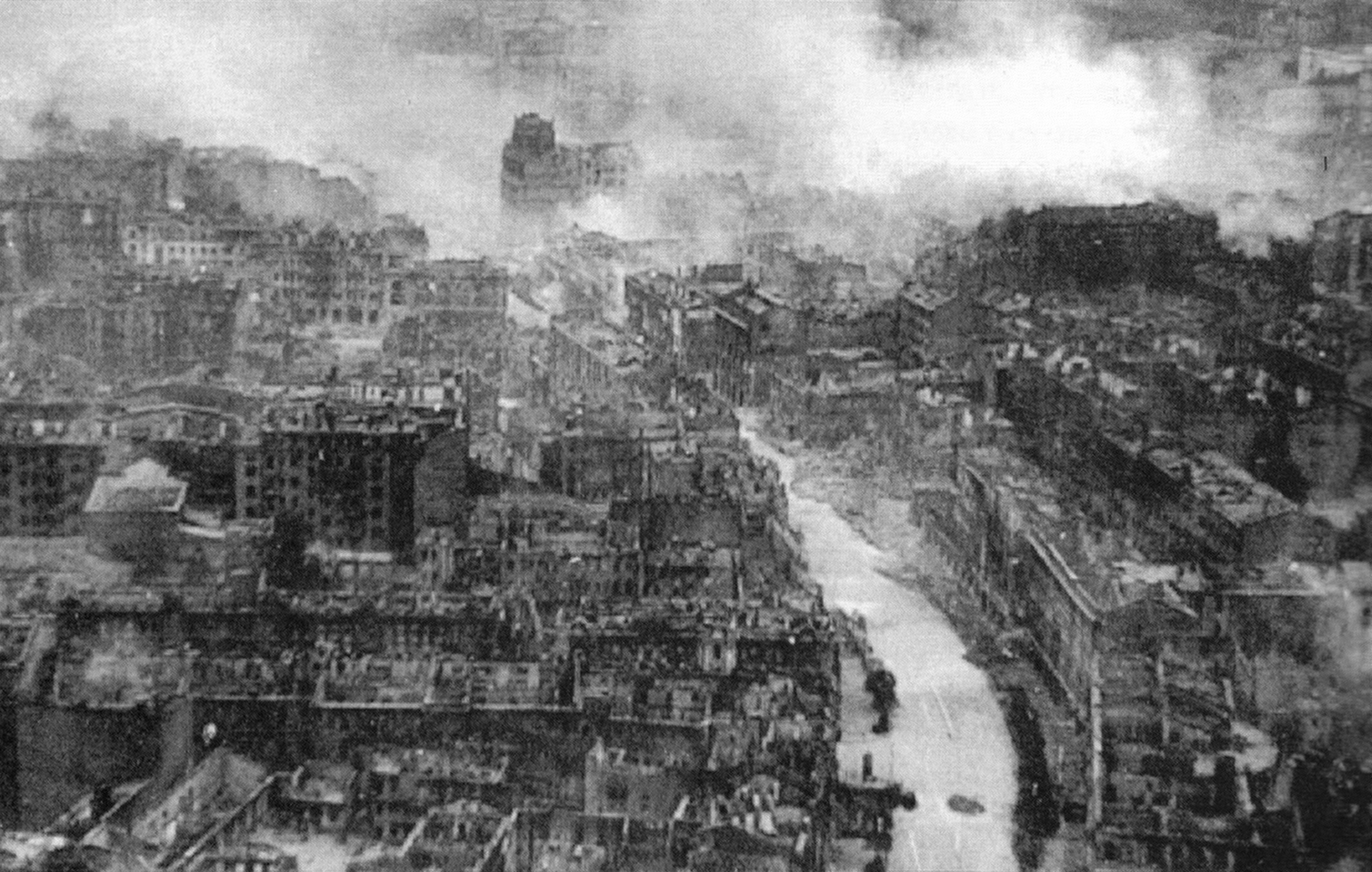
كييف المدمرة في الحرب العالمية الثانية

تشكّل الجيش السادس بعد إعادة هيكلة الجيش العاشر في 10 أكتوبر 1939 واستمر على اكوينه أثناء معركة ستالينغراد حتى أُبيد بأكمله في 2 فبراير 1943، بعدها أُعيد تكوين الجيش السادس في جنوب روسيا بحلول 6 مارس 1943 حيث كانت كتيبة هوليدت (بالألمانية: Armeeabteilung Hollidt) نواة تكوين الجيش الجديد قبل أن يلقى هزيمة أخرى في رومانيا على يد الجيش الأحمر عندما عمل تحت إمرة مجموعة جيوش دوميتريسكو (بالألمانية: Armeegruppe Dumitrescu) ليُعاد تشكيله مرة ثالثة بعد الخسائر الفادحة التي لاقاها حيث عُرف فيما بعد باسم مجموعة جيوش فريتر-بيكو (بالألمانية: Armeeabteilung Fretter-Pico) خلال الفترة ما بين سبتمبر وديسمبر من عام 1944 ثم باسم مجموعة جيوش بالك (بالألمانية: Armeegruppe Balck) في الفترة ما بين ديسمبر من عام 1944 وحنى مارس من عام 1945 أثناء قيادة الأركان الألمانية للقوات المجرية.

## القادة
- جنرال أوبيرست (بالألمانية: Generaloberst) فالتر فون رايخيناو من 10 أكتوبر 1939 حتى 29 ديسمبر 1941
- جنرال أوبيرست (بالألمانية: Generaloberst) فريدريك باولوس من 30 ديسمبر 1941 حتى 3 فبراير 1943
- جنرال أوبيرست (بالألمانية: Generaloberst) كارل-أدولف هوليدت من 5 مارس 1943 حتى 7 إبريل 1944
- جنرال المدفعية (بالألمانية: General der Artillerie) ماكسيميليان دي أنغلز من 8 إبريل حتى 16 يوليو 1944
- جنرال أوبيرست (بالألمانية: Generaloberst) ماكسيميليان فريتر-بيكو من 17 يوليو حتى 22 ديسمبر 1944
- جنرال أوبيرست (بالألمانية: Generaloberst) هيرمان بالك من 23 ديسمبر 1944 حتى 8 مايو 1945